# مثل گل در ماسه
مثل گل در ماسه (کره‌ای: 모래에도 꽃이 핀다) یک مجموعه تلویزیونی کره جنوبی سال ۲۰۲۳ با بازی جانگ دونگ یون، لی جو میونگ، یون جونگ سوک، کیم بو را، لی جه جون و لی جو سونگ است. این مجموعه از ۲۰ دسامبر ۲۰۲۳ تا ۳۱ ژانویه ۲۰۲۴، روزهای چهارشنبه و پنجشنبه ساعت ۲۱:۰۰ (کی‌اس‌تی) از ئی‌ان‌ای برای ۱۲ قسمت پخش شد.

## بازیگران

### اصلی
- جانگ دونگ یون در نقش کیم بک دو[۸]
- لی جو میونگ در نقش اوه یو کیونگ[۷][۵]
- یون جونگ سوک در نقش مین هیون ووک[۸]
- کیم بو را در نقش جو می ران[۳]
- لی جه جون در نقش کواک جین سو
- لی جو سونگ در نقش جو سوک هی